# Laurent Nouvion
Laurent Nouvion (Monaco, 25 marzo 1968) è un politico monegasco.

## Biografia
È stato membro del Consiglio nazionale dal 2007 al 2018 e lo ha presieduto dal febbraio 2013 all'aprile 2016, quando è stato sconfitto da Christophe Steiner.